# 淑女伊芙
《淑女伊芙》（英語：The Lady Eve）是一部1941年的美国神经喜剧电影。影片讲述了一对在豪华游轮上结识的欢喜冤家的故事，剧本由普雷斯顿·斯特吉斯根据蒙克顿·霍夫的小说改编，斯特吉斯任导演（这是他执导的第三部影片）。影片由亨利·方达、芭芭拉·斯坦威克主演，查尔斯·科本、尤金·佩里特、德马雷斯特、埃里克·布洛尔参演。

## 剧情
吉恩·哈灵顿（芭芭拉·斯坦威克）是个漂亮的女骗子。她与同为老千的“父亲”哈灵顿“上校”及其搭档吉拉德（梅尔维尔·库柏）想要诈取富有而天真的查尔斯·派克（亨利·方达）的钱财，查尔斯是派克麦芽酒公司的继承人。派克是个害羞的蛇学专家，刚刚从亚马逊考察一年回来。许多女士都希望吸引他的注意力，但查尔斯为吉恩所倾倒。